# 5165 Videnom
5165 Videnom là một tiểu hành tinh vành đai chính với chu kỳ quỹ đạo là 1349.8716103 ngày (3.70 năm).
Nó được phát hiện ngày 11 tháng 2 năm 1985 ở Brorfelde Observatory, Denmark.